# Paris (песня Suicideboys)
«Paris» — песня американского хип-хоп дуэта Suicideboys и лид-сингл с их микстейпа Now the Moon’s Rising (2015).

## Отзывы
Эли Энис из Revolver написал об этой песне: «Поток пулеметных заиканий $crim - это пиздец шумиха, а затем Руби начинает свой куплет одним из потрясающе смешных штрихов в своём репертуаре». В опросе фанатов, проведённом журналом, «Paris» заняла второе место среди лучших песен Suicideboys.

## Сертификации
| Регион                                                                      | Сертификация | Продажи |
| --------------------------------------------------------------------------- | ------------ | ------- |
| США (RIAA)                                                                  | Золотой      | 500 000 |
| Данные о продажах + прослушиваниях приведены только на основе сертификации. |              |         |